# Mohammed Mossadeq
Dr. Mohammed Mossadeq (Persisk: محمد مصدق Moḥammad Moṣaddeq (Mosaddegh eller Mossadegh) (19. maj 1882 – 5. marts 1967) var Irans demokratisk valgte premierminister fra 1951 til 1953, hvor han blev fjernet ved et statskup. Han er mest kendt for at have nationaliseret den iranske olieindustri, som havde været under britisk kontrol gennem Anglo-Iranian Oil Company (AIOC) siden 1909.

## Baggrund
Mossadeq kom fra en aristokratisk familie, var nationalist og modstander af udenlandsk indblanding i Irans interne affærer. Han var forfatter, administrator, sagfører, parlamentariker og statsmand.
Mossadeq blev fjernet fra magten 19. august 1953 ved et statskup, støttet og finansieret af de daværende britiske og amerikanske regeringer, og ledet af general Fazlollah Zahedi. Med kuppet blev Mossadeq erstattet af Shah Mohammad Reza Pahlavi. 
I USA er operationen blev kendt under CIA kodeordet, TPAJAX eller Operation Ajax. I Iran er det kendt som 28 Mordad 1332, kuppet efter datoen i den iranske kalender. Efter kuppet blev Mossadeq fængslet i tre år og sad derefter i husarrest til sin død.